# Aubiac (Gironda)
Aubiac è un comune francese di 250 abitanti situato nel dipartimento della Gironda nella regione della Nuova Aquitania.

## Società

### Evoluzione demografica
Abitanti censiti